# Ein Fall für zwei: Die große Wut des kleinen Paschirbe
Die große Wut des kleinen Paschirbe ist der Titel der 20. Episode der Krimiserie Ein Fall für zwei mit Günter Strack und Claus Theo Gärtner in den Hauptrollen.

## Handlung
Der Hilfsarbeiter Lutz Paschirbe wird von der Bankiersgattin Erika Rimbach damit beauftragt, ein Gartenhaus abzureißen, um anschließend am selben Ort ein neues errichten zu können. Beim Ausheben des Fundaments stößt er auf menschliche Knochen. Er beschließt, die Grundstückseigentümer zunächst nicht darüber in Kenntnis zu setzen, sondern selbst Untersuchungen dahingehend anzustellen, um wen es sich bei der toten Person handeln könnte. Unmittelbar entlang einer Grenze des Grundstücks verläuft eine Bahnstrecke. 
Das Bankhaus Rimbach befindet sich in einer finanziell angeschlagenen Situation. Der Konkurrent Hallbauer lehnt eine zuvor in Aussicht gestellte Rettungsaktion inzwischen ab. Der diesbezüglich aus den Medien umfassend informierte Paschirbe setzt Hans-Joachim Rimbach mit seinem Wissen bezüglich der Leiche unter Druck. Er vermutet, dass es sich dabei um dessen Onkel Alfred Rohloff handele, der im November 1948 von Rimbachs inzwischen verstorbenem Vater getötet und dort verscharrt worden sei. Einen entsprechenden Skandal befürchtend, fragt Rimbach Dr. Renz um Rat. Da Paschirbe allerdings kein Schweigegeld verlangt, ist seine Tat nicht direkt strafbar.
Matula sucht in einer Kneipe das Gespräch mit Paschirbe und findet diesen grundsätzlich nicht unsympathisch, was Dr. Renz völlig anders sieht. Dr. Renz sucht ihn daraufhin auf und unterbreitet ihm ein finanzielles Angebot für sein Schweigen, da der Mord, sofern dieser wie von Paschirbe vermutet stattgefunden hat, nicht geahndet werden kann, da der vermutliche Mörder verstorben ist. Paschirbe lässt sich nicht darauf ein, da er der Familie Rimbach, bei der er früher angestellt war, sein Abdriften in den Alkoholismus anlastet.
Nachts versucht Erika Rimbach, das Skelett zu entfernen, und wird dabei von Paschirbe beobachtet. Dieser ruft daraufhin bei den Rimbachs an und fordert sie auf, dies unmittelbar einzustellen, was daraufhin auch geschieht.
Dr. Renz ermuntert Eva Fuhrmann, eine Vertraute Paschirbes, diesen zur Annahme des Geldes zu bewegen. Von einem Kriminellen, der dieses Gespräch in einem Restaurant mit anhört, wird sie kurz darauf überfallen. Paschirbe wird zufällig Zeuge des Raubes und informiert die Presse, die daraufhin entsprechende Artikel veröffentlicht.
Es stellt sich heraus, dass von der unterhalb des Gartenhauses aufgefundenen Leiche lediglich die Überreste der Beine vorhanden sind. Dr. Renz schlägt vor, dass man die Presse dazu aufrufen solle, die unbekannte Identität des Leichnams zu ermitteln, da er von Paschirbes Theorie inzwischen nicht mehr überzeugt ist. Matula findet vor Ort ein Kochgeschirr, das mit "G. Ziegert, Koblenz" beschriftet ist. Er sucht daraufhin dessen Witwe auf, die berichtet, dass die Beine eines ihr unbekannten Mannes im Herbst 1946 im Rahmen einer Hamsterfahrt in der Nähe von Frankfurt am Main unter einen vorbeifahrenden Zug geraten seien. Sie als Krankenschwester habe Erste Hilfe geleistet und ihm das Kochgeschirr ihres Ehemannes überlassen. Durch eine telefonische Nachfrage bei der Deutschen Bundesbahn erfährt Matula den Namen des Mannes. Eine daraufhin durchgeführte Exhumierung dessen Leichnams belegt dann, dass er ohne seiner Beine bestattet worden war.
Eva Fuhrmann berichtet gegenüber Dr. Renz von ihrer Vermutung, dass Alfred Rohloff damals nicht gestorben, sondern nach Melbourne in Australien ausgewandert sei. In London erfährt dieser von der Sache und taucht schließlich bei Dr. Renz auf. Paschirbe vermutet, dass es sich bei ihm um einen von der Familie Rimbach engagierten Betrüger handele.
Erika Rimbach informiert Dr. Renz, da sie befürchtet, dass ihr Mann inzwischen nach Hiltersklingen im Odenwaldkreis unterwegs sei, um sich in seiner dortigen Jagdhütte das Leben zu nehmen. Matula gelingt es, dies zu verhindern.

## Hintergrund

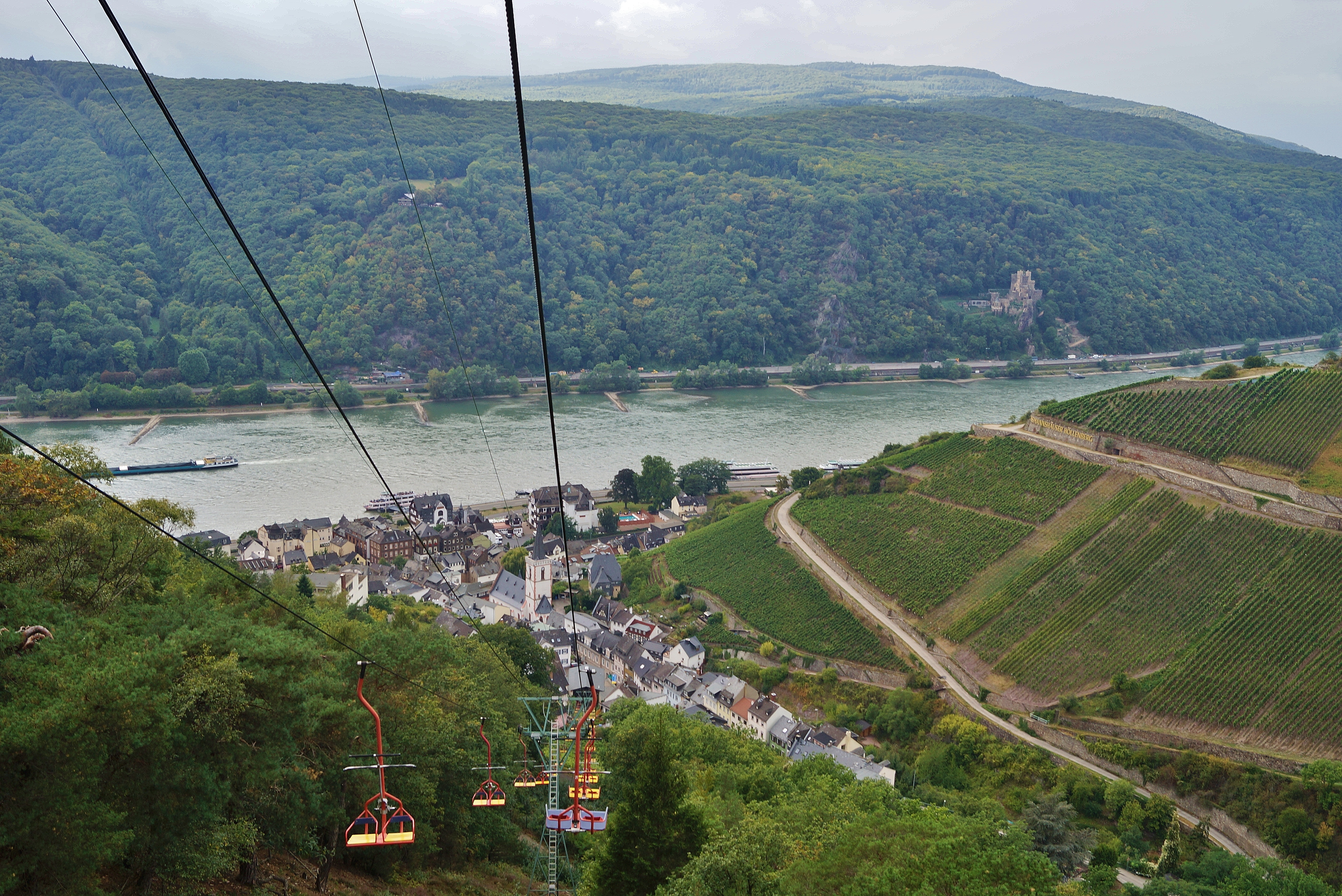
Niederwald-Seilbahn, aufgenommen aus ähnlicher Perspektive wie in der Episode

Die Episode wurde überwiegend im Rhein-Main-Gebiet gedreht. Die Kulisse der Kanzlei von Dr. Renz befand sich im Hotel InterContinental Frankfurt.
Paschirbe trifft sich in einer Szene mit Hans-Joachim Rimbach auf der Niederwald-Seilbahn Assmannshausen in der Nähe des Niederwalddenkmals bei Rüdesheim am Rhein.
Die Wohnung von Eva Fuhrmann befand sich im Hochhaus in der Robert-Krekel-Anlage in Wiesbaden-Biebrich. Dort fand in der Nähe der dortigen Bushaltestelle auch die Szene des Überfalls auf Eva Fuhrmann statt.
Der Drehbuchautor Horst Bosetzky wurde im Vor- und Abspann lediglich mit seinem Pseudonym -ky benannt.